# Вежа (деревня)
Вежа — деревня в Устьянском районе Архангельской области. Входит в состав Березницкого сельского поселения.
Расположена в 23 км к северо-востоку от административного центра района — посёлка Октябрьский. Деревня находится в 2 км от реки Устья. Высота центра селения над уровнем моря — 136 м.

## Население
| 2002 | 2010 | 2012 |
| ---- | ---- | ---- |
| 225  | ↘174 | ↗195 |